# Haapiti
Haapiti – miasto w Polinezji Francuskiej, na wyspie Moorea. Według danych szacunkowych na rok 2008 liczyła 4154 mieszkańców.